# Feltárás (kémia)
A feltárás olyan kémiai eljárás, amikor egy vízben oldhatatlan anyagot kémiai reakcióval teszünk oldhatóvá.
Pl. Ha analizálni kell egy oldatot, melyben mészkő és kvarchomok (SiO2) található, akkor alkalmazzuk a feltárást. A célunk az, hogy külön-külön megkapjuk az alkotórészek (komponensek) tömegét. Mivel mind a két anyag oldhatatlan a vízben, ezért az egyiket fel kell oldanunk. A mészkőt (CaCO3) már egy gyenge sav is oldja pl. a szénsav (H2CO3). Alkalmazzunk sósavat (HCl). A mészkő heves pezsgés során oldódik kalcium-kloridra és szénsavra. A szénsavat víz és szén-dioxid alkotja. A feltárás során vigyázni kell arra, hogy a savat kis részletekben öntsük az oldatra és üvegbotot is használjunk. 
A feloldott mészkőből visszamaradt kloridionokat, ún. mosási eljárással eltávolítjuk az oldatból, majd tömegállandóságig szárítjuk a szilárd kvarchomokot (SiO2). Amikor ez kész van, megmérjük táramérlegen a kvarchomokot, feljegyezzük a tömegét. Így az eredeti anyag egy komponensét megkaptuk. A másik már ebből kiszámítható.

## Lásd még
- Analitikai kémia